# Wendla Randelin
Wendla Johanna Randelin, född 13 december 1823 i Vittis, död 4 februari 1906 i Lokalax, var en finlandssvensk författare som skrev under pseudonymen Vendela.
Wendla Randelin föddes som dotter till läkaren Erik Johan Cumenius och hans hustru Carolina Gustava von Delwig. Efter moderns död i barnsäng 1836 flyttade familjen till Nystad där fadern blev kyrkoherde.
År 1845 gifte sig Wendla Cumenius med Nystads borgmästare, änkemannen Pehr Gustaf Randelin, och tillsammans fick de sju barn.
Bokförläggaren Johan Wilhelm Lillja, som tillhörde familjens bekantskapskrets, föreslog att hon skulle skriva en bok, och 1848 publicerades hennes roman Den Fallna på Lilljas förlag. Boken, som handlar om äktenskapsbrott och försoning i skuggan av väckelserörelsen, fick positiv kritik av bland andra Zacharias Topelius och Johan Vilhelm Snellman. 
År 1853 utgav hon och väninnan Augusta Wörlund en Poetisk kalender.

## Verk
- Den Fallna (1848)[2]
- Maria, en berättelse af Vendela. Dikter af Augusta
- Poetisk kalender (1853) - tillsammans med Augusta Wörlund

## Eftermäle
Professor Kati Launis vid Östra Finlands universitet arbetar på en biografi över Wendla Randelin.